# Saule marsault
Salix caprea
Espèce
Classification APG III (2009)
Répartition géographique
Statut de conservation UICN

 LC  : Préoccupation mineure
Le Saule marsault ou Saule des chèvres, Salix caprea, est une espèce de plantes à fleurs de la famille des Salicaceae. C'est un arbre ou un arbuste trouvé en Europe et en Afrique du Nord.

## Étymologie
Le nom scientifique Salix caprea (morph. « saule des chèvres ») vient sans doute de la première illustration connue de l'espèce dans le livre de Hieronymus Bock où on voit la plante broutée par une chèvre. L'espèce a été historiquement aussi largement utilisée comme fourrage pour les chèvres,.
Salix caprea est parfois appelé Marsaule ou Marseau.

## Description
C'est une  espèce pionnière à croissance rapide et à faible longévité (60 ans).

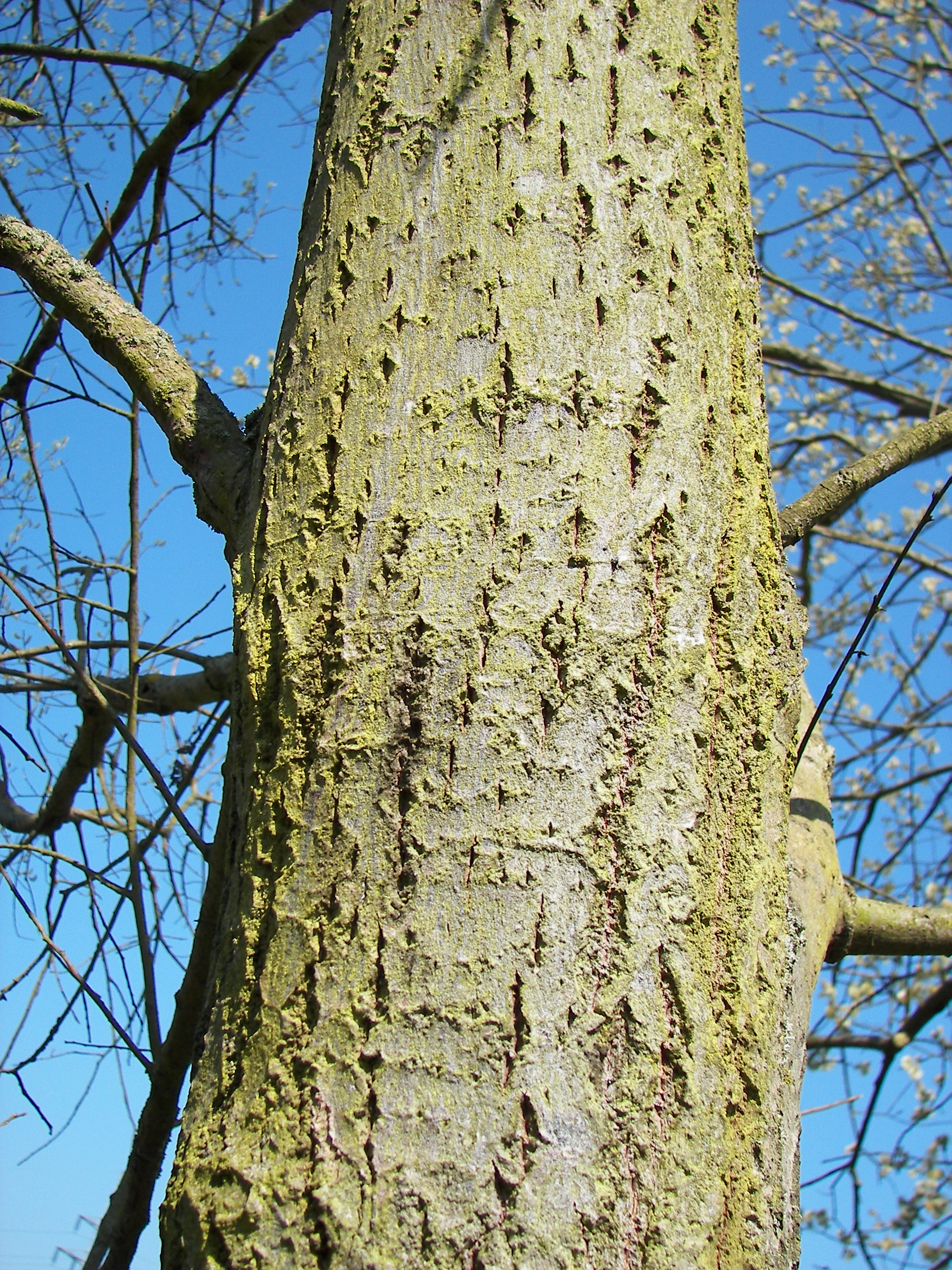
Fig. 2 Tronc et ses fissures.

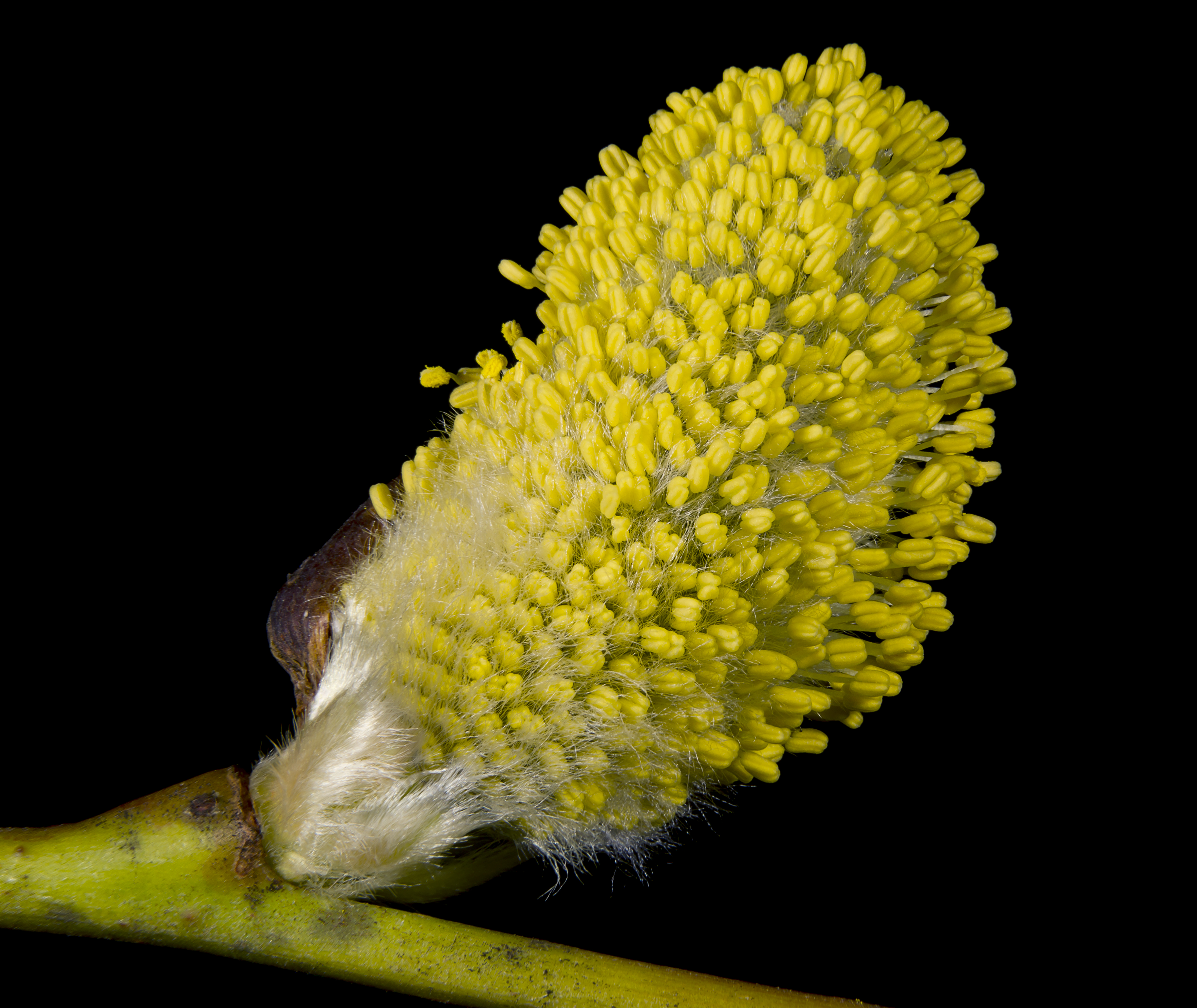
Fig. 3 Chaton mâle garni d'étamines.

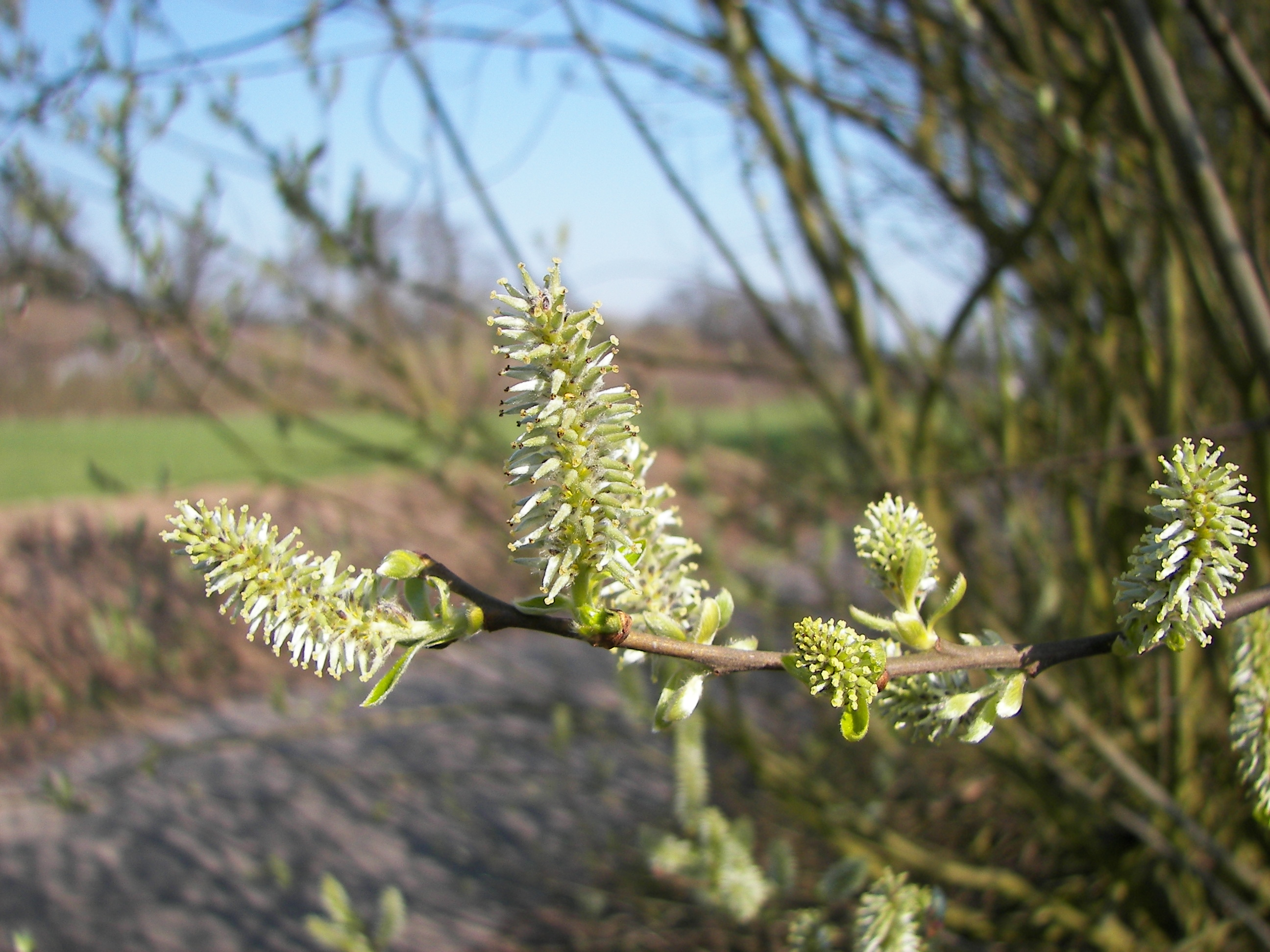
Fig. 4 Chatons femelles.

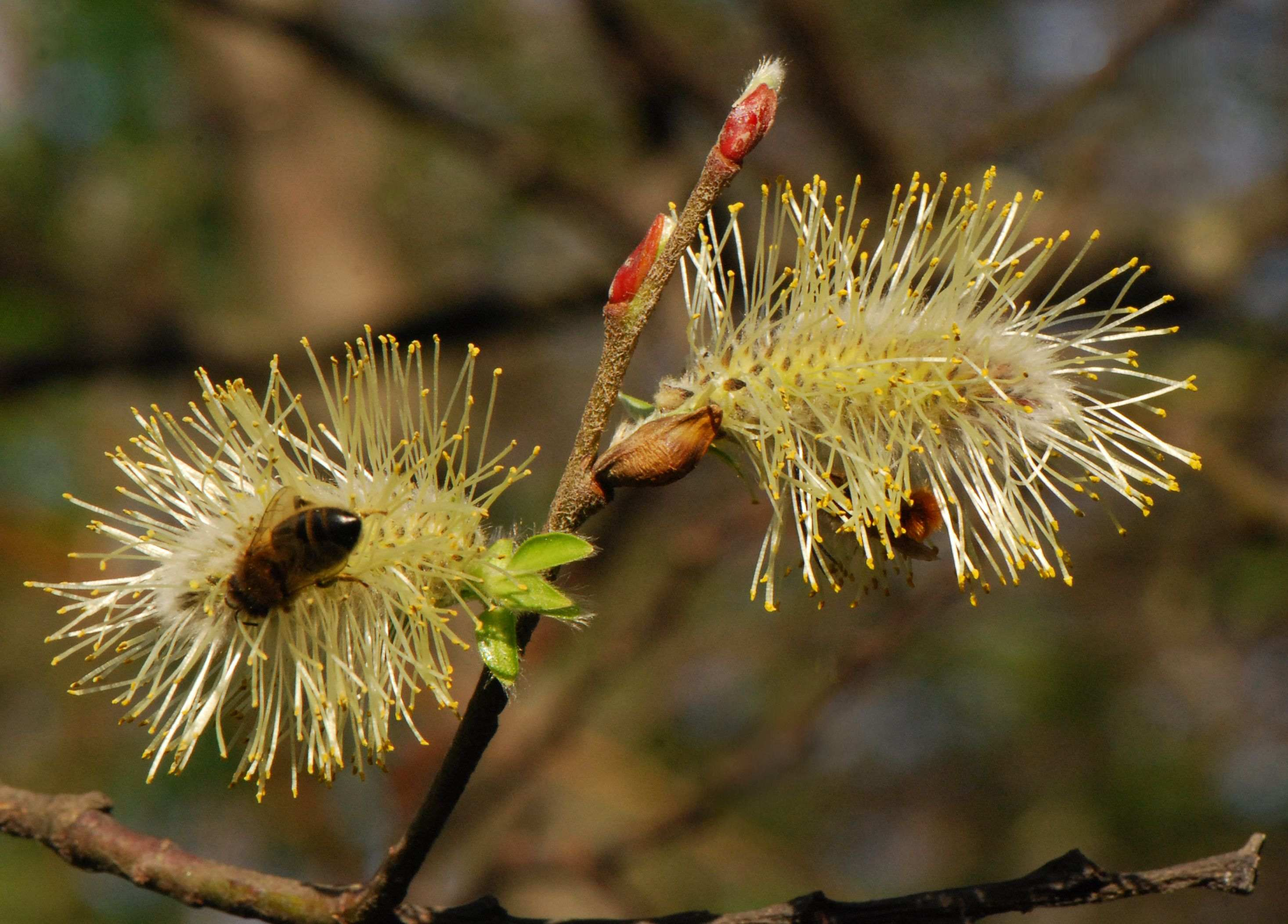
Fig. 5 Chatons mâles de Salix caprea fréquentés par une abeille mellifère (à gauche) et une osmie cornue (à droite) récoltant du nectar à la base des étamines.

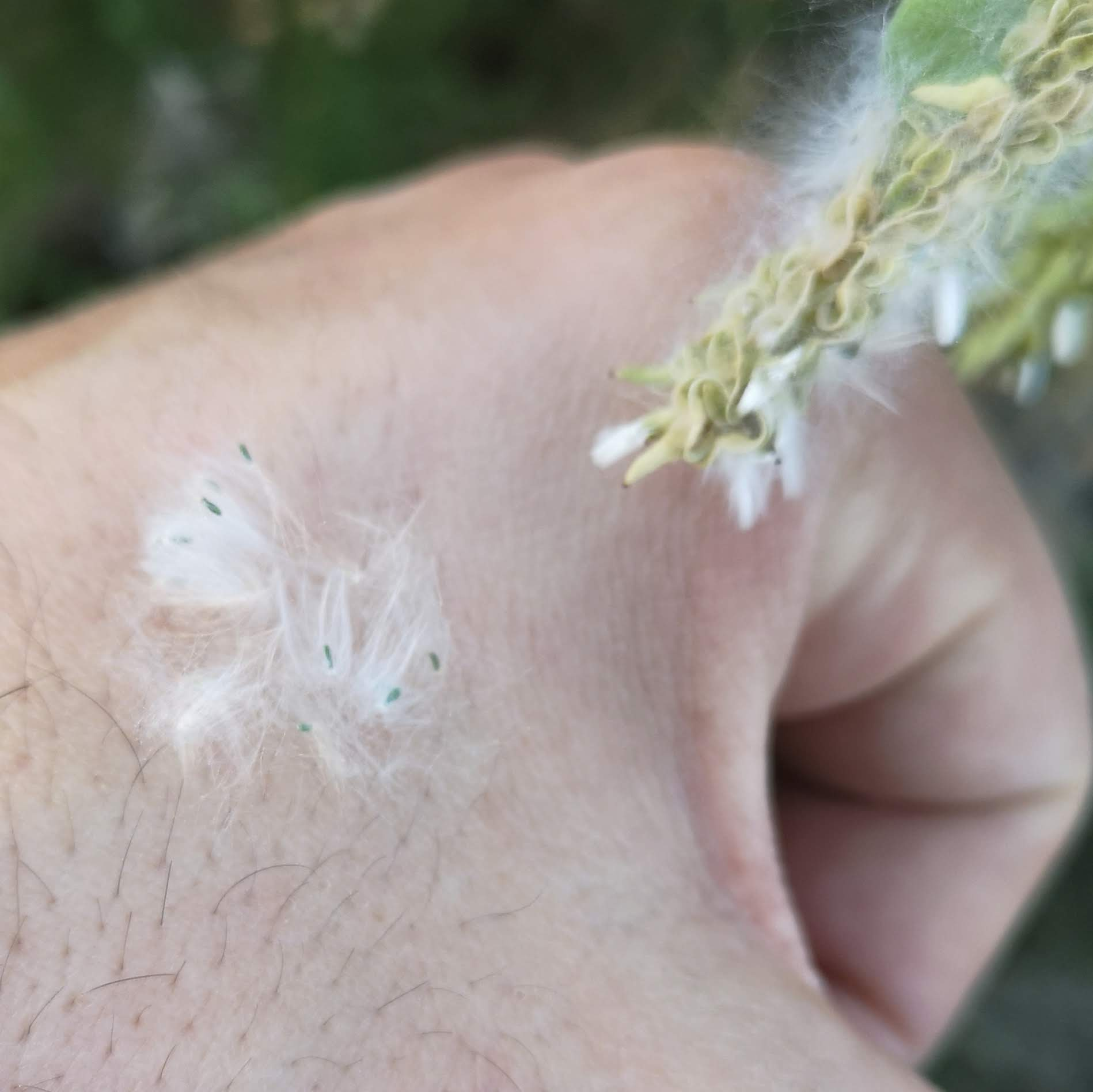
Graines de saule marsault.

C'est un arbrisseau, arbuste ou un petit arbre dioïque atteignant de 6 à 14 m, rarement 20 m (avec un tronc pouvant atteindre un mètre de diamètre) et rejetant facilement de la souche. Son houppier est en dôme et se répartit souvent sur plusieurs troncs. L'écorce du tronc est d'abord lisse et gris-vert puis, avec l'âge, devient gris clair et crevassée, avec souvent des fissures longitudinales et losangiques orange (fig. 2).
Les rameaux jeunes sont gris et duveteux puis deviennent glabres et leur bois vert-jaune sur les pieds femelles, brun roussâtre ou presque noir sur les pieds mâles.
Les bourgeons ovoïdes, légèrement pubescents, sont pointus et luisants, olivâtres, rouges ou brun-châtain et peuvent atteindre 0,4 cm.
Les feuilles caduques et alternes sont plus larges (3 à 6 cm) que chez les autres saules. Elles ont un limbe ovale à obovale de 4 à 10 cm de long, peu cotonneux, pointu à son extrémité (apex obtus et courbé). Leur marge est ondulée et crénelée, parfois dentée. Leur face supérieure vert-foncé à vert-grisâtre a un aspect gaufré (nervures imprimées). Leur face inférieure tomenteuse a un duvet de poils qui la rend glauque et veloutée, les nervures y sont saillantes. Le pétiole d'1 cm est velu et rougeâtre. Les feuilles issues de pousses vigoureuses ont deux stipules pointues et à marge dentée ondulée, tombant rapidement.
La floraison précoce a lieu de février à avril en Europe de l'Ouest. L'espèce est dioïque (individus monosexués soit mâle soit femelle). L’inflorescence typique est le chaton dressé, sessile, odorant et nectarifère.

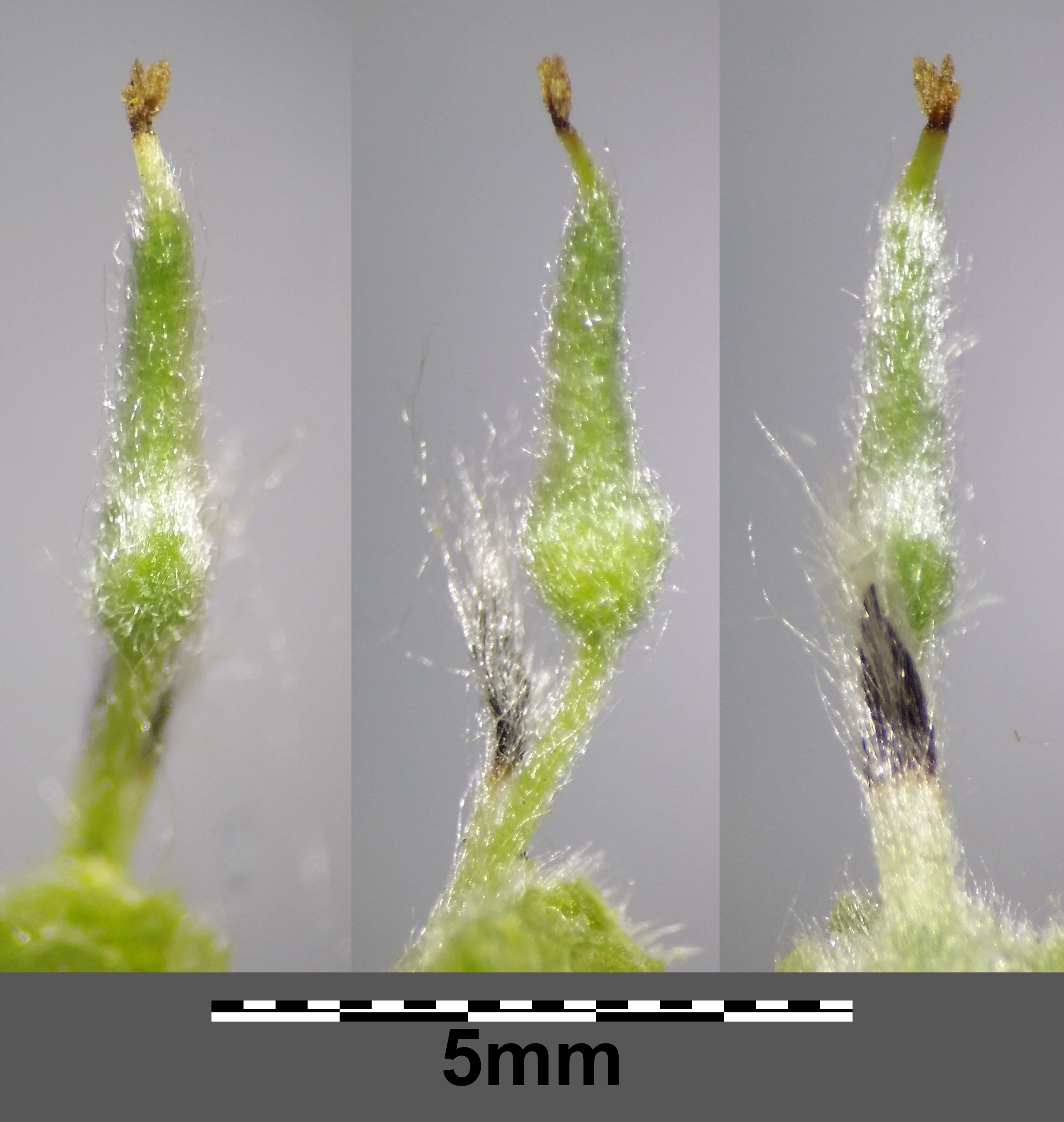
Fleur femelle, détail.

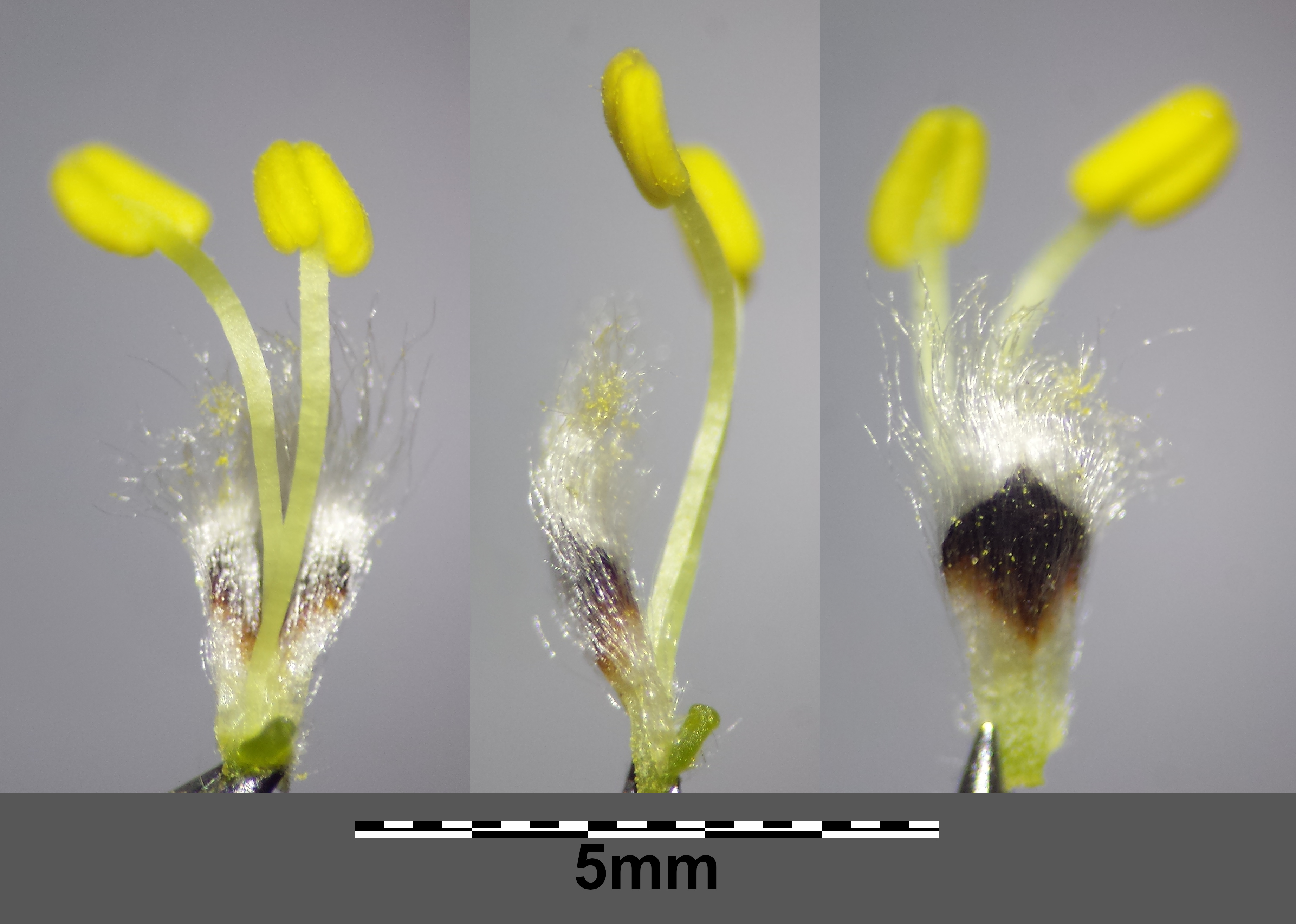
Fleur mâle, détail.

Les sujets mâles perdent l'écaille unique protégeant le bourgeon floral et produisent des chatons ovoïdes à oblongs d'abord recouverts de poils soyeux blanc-argenté puis laissant apparaître de toutes petites fleurs jaunes très décoratives (fig. 3). Ces chatons de 3 à 7 cm de long apparaissent au printemps avant les feuilles (foliaison). Ils portent sur un axe central un très grand nombre de petites fleurs staminées (mâles), comportant chacune à la base d'une écaille à longs poils blancs, deux étamines libres, à filet glabre et un seul nectaire (fig. 1). L'abondance de pollen et de nectar attirent par beau temps un grand nombre d'abeilles mellifères et d'abeilles solitaires (comme les osmies).
Les chatons de fleurs pistillées (femelles) sont de couleur verdâtre. Avant l'éclosion, les fleurs sans pétales sont enfermées dans un bourgeon floral qui s'ouvre par écartement d'une seule grande écaille brune. Chaque fleur est formée par un ovaire conique, vert, très velu, formé de deux carpelles, portant à son extrémité deux stigmates jaunes. L'écaille qui porte la fleur comporte aussi à sa base un nectaire (fig. 4).
Le fruit est une petite capsule velue et allongée (de 5-10 mm de long) contenant de nombreuses toutes petites graines (0,2 mm) anémochores munies d'un fin fil cotonneux facilitant la dispersion par le vent.

## Répartition
L'espèce est commune (voire très commune) en Europe et en Afrique du Nord.

## Habitat et exigences
Comme type biologique, il est classé parmi les micro et mésophanérophytes.
C'est une espèce eurasiatique héliophile vivant jusqu'à 2 000 m d'altitude, mésophile à mésohygrophile, neutrocline pionnière à large amplitude. Le saule marsault est une espèce pionnière, souvent compagne des bouleaux, mais moins exclusivement liée aux sols humides que les autres espèces de saules.

## Culture
Contrairement à presque tous les autres saules, les spécimens purs de Salix caprea ne sont pas faciles à bouturer. Si un saule qui ressemble à l'espèce prend facilement racine (enracinement traçant), il s'agit probablement d'un hybride avec une autre espèce de saule.

## Utilisation
Ce saule est réputé comme plante mellifère car ses potentiels nectarifères et pollinifères sont élevés (> 100 kg/ha). Sa floraison précoce constitue par ailleurs un atout supplémentaire, car les besoins alimentaires des colonies d'abeilles sont importants à cette période de l'année (fig. 5). Il fournit un miel jaune d'or, irisé de vert, qui prend ensuite des teintes brun clair à beige. Il est de saveur légèrement boisée et florale. C'est un miel relativement rare, produit principalement dans l'Ouest de la France.
Les feuilles sont utilisées comme ressource alimentaire par plusieurs espèces de lépidoptères, et sont aussi couramment consommées par différents mammifères.
Les chatons ovoïdes gris et argentés sont utilisés comme ornements (les populaires « pompons argentés ») de Pâques. Le jeudi saint, on met les rameaux coupés dans un vase à fleurs, en les ornant d'œufs de Pâques multicolores.
Le bois de saule marsault est un bois léger et tendre qui se décompose assez rapidement en milieu humide. En revanche, il sèche assez vite. Il est utilisé comme bois de chauffage et pour faire des échalas.
L'écorce du saule marsault, riche en tanin, est utilisée en tannerie ; elle contient, comme celle de tous les saules, de la salicyline voisine de l'aspirine.

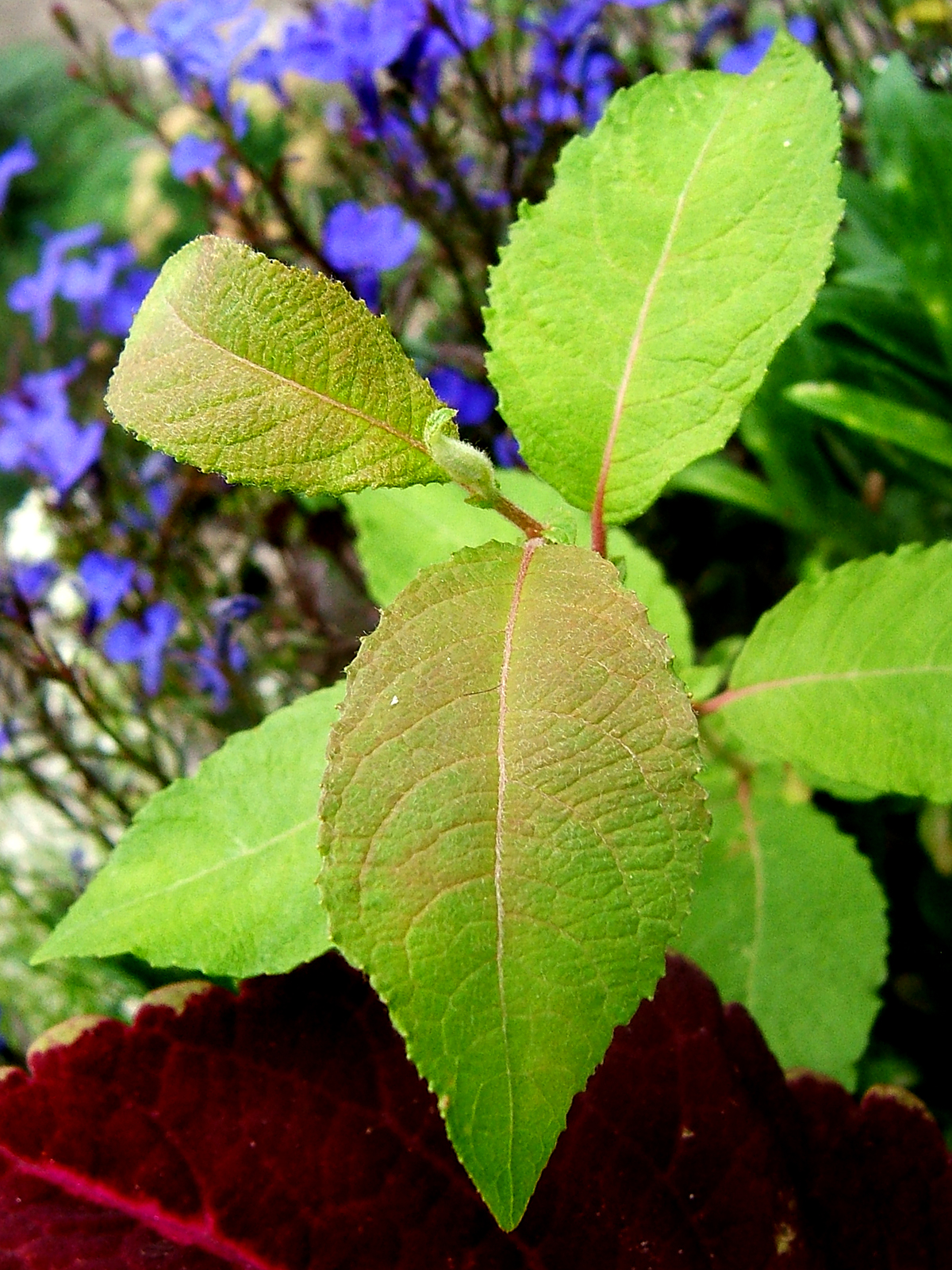
Aspect gaufré de l'épiderme supérieur des feuilles.
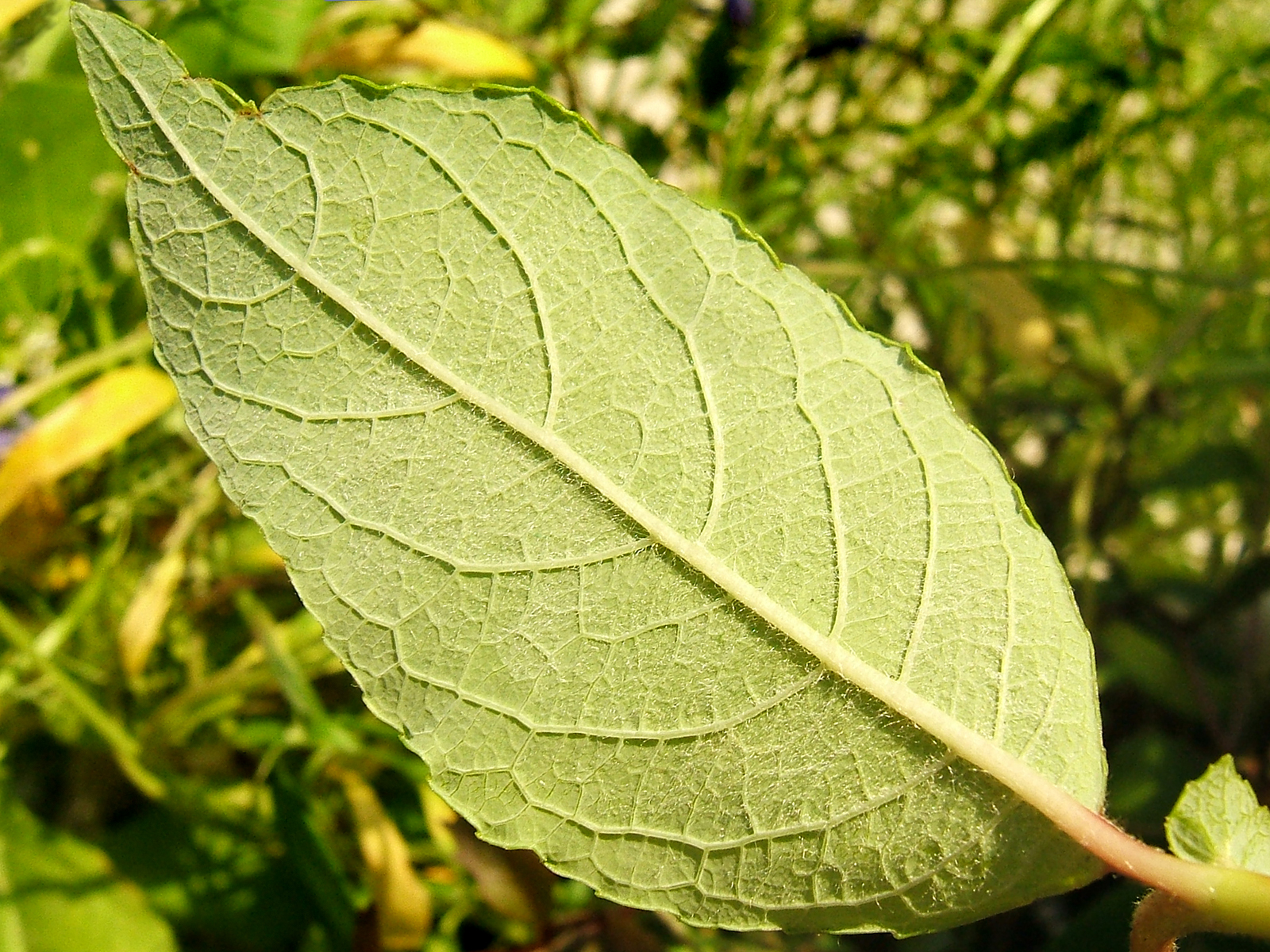
Épiderme inférieur glauque et velouté.
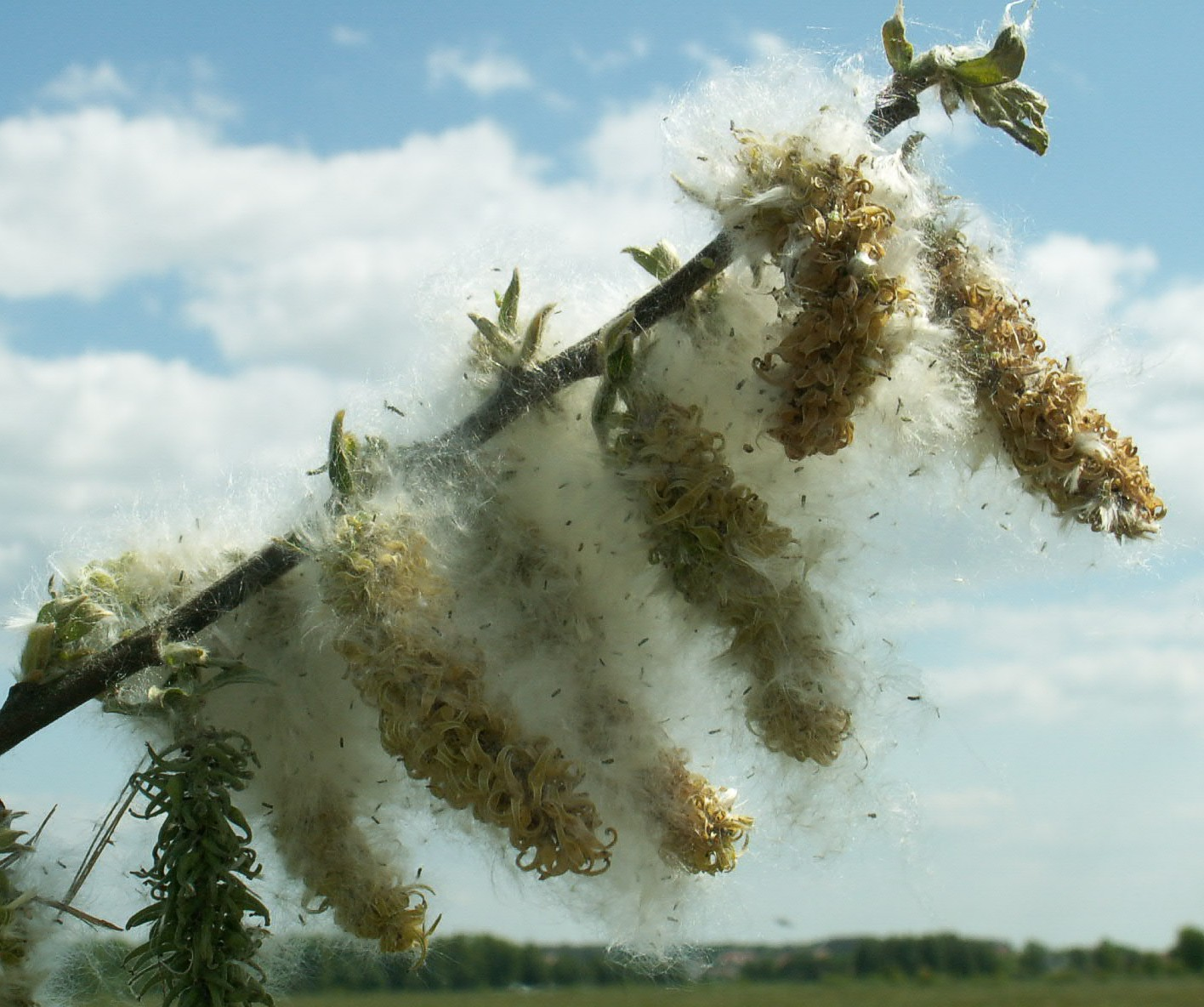
Graines sortant des capsules.
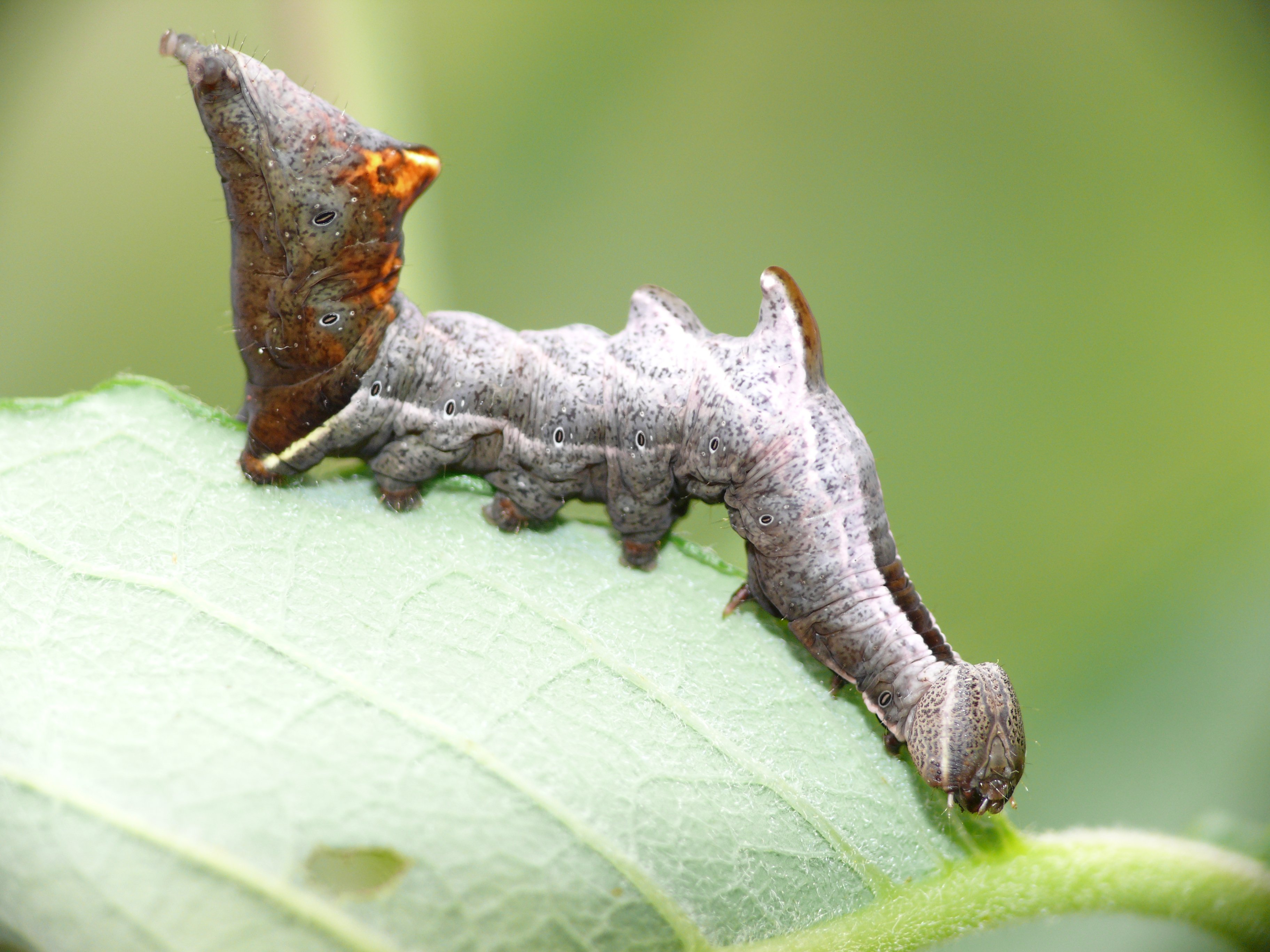
« Chenille tordue » de Notodonta ziczac se nourrissant sur la feuille.
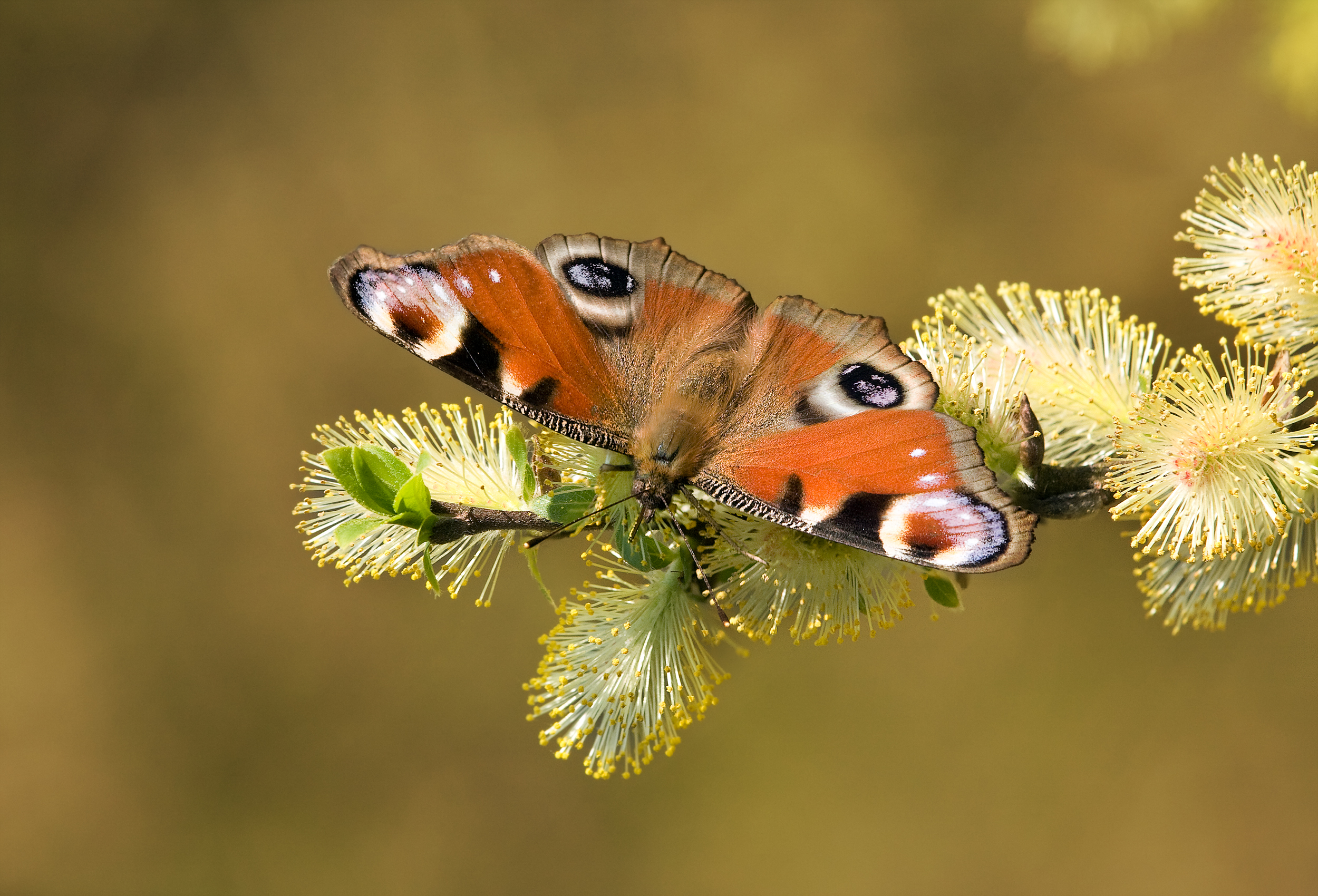
Paon du jour butinant le nectar d'un chaton mâle.

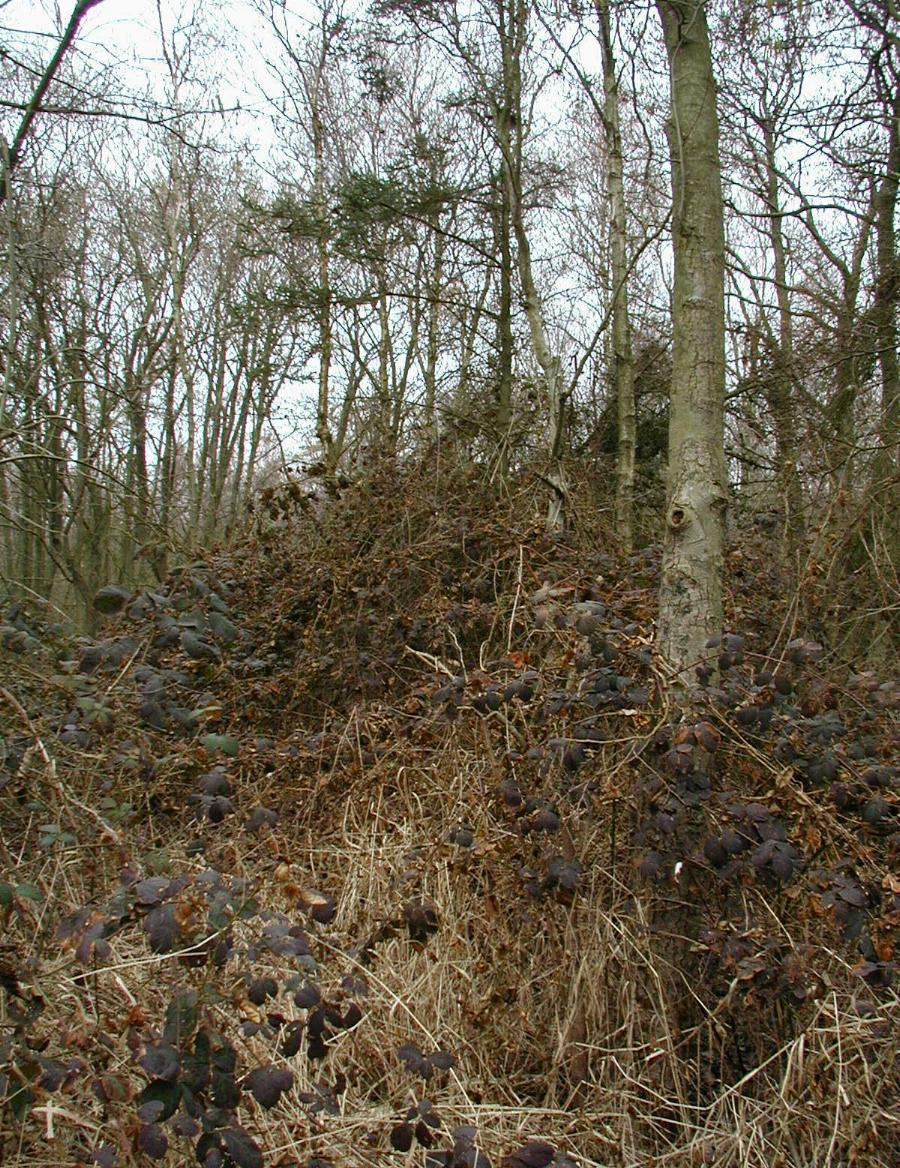
Saule pionnier sur un sol caillouteux.
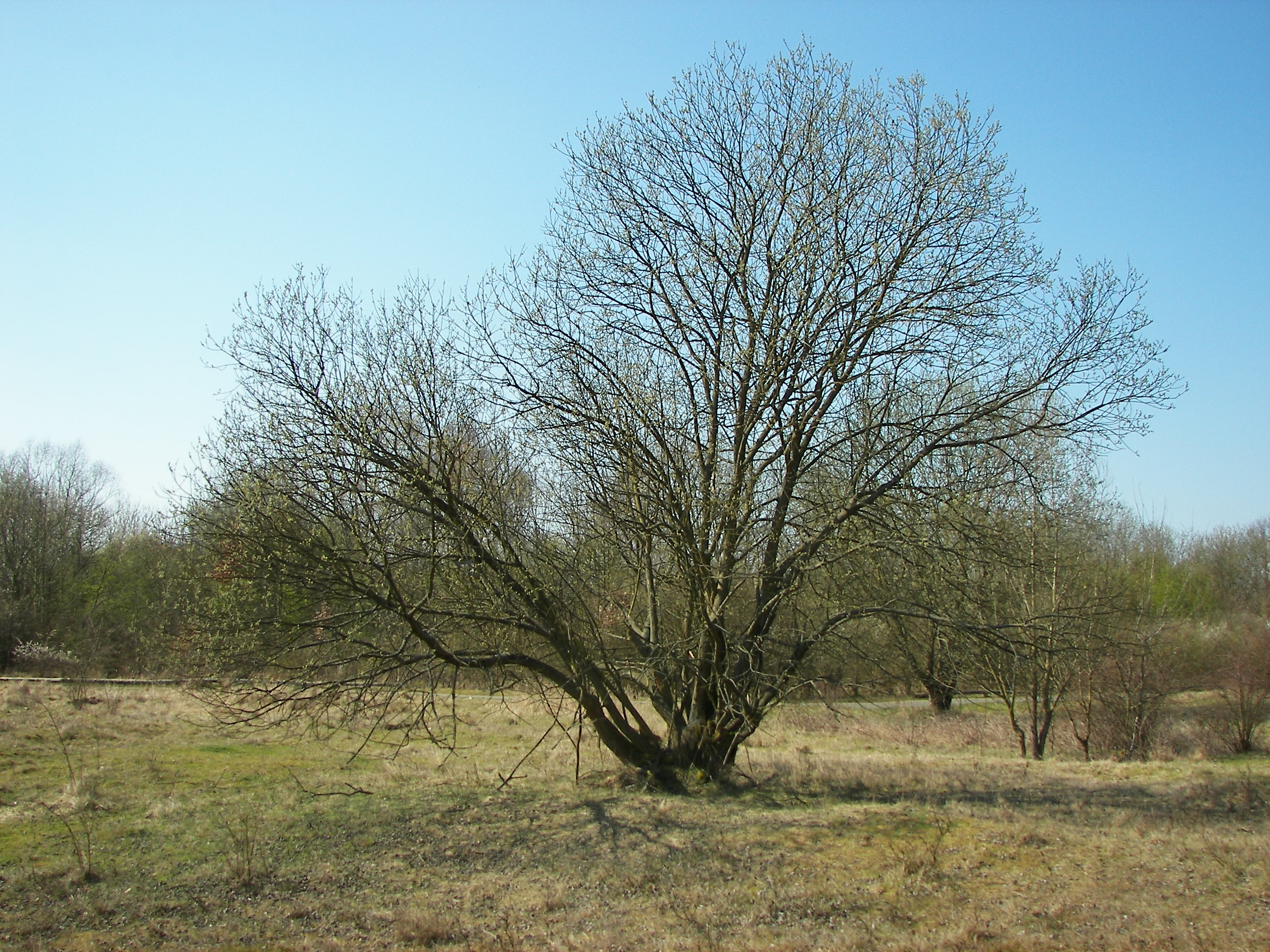
Rejets de souche.
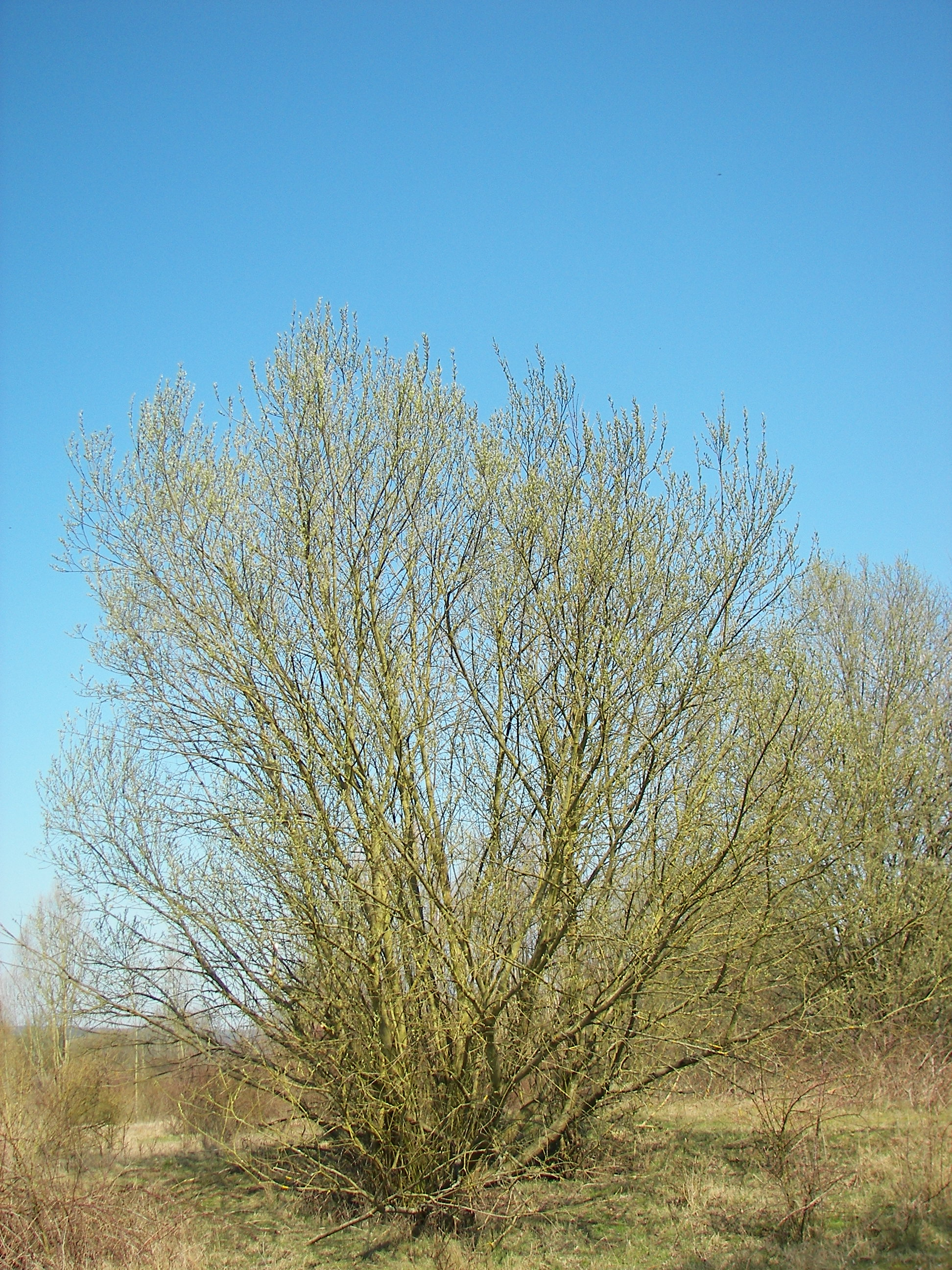
Saule au stade arbrisseau.
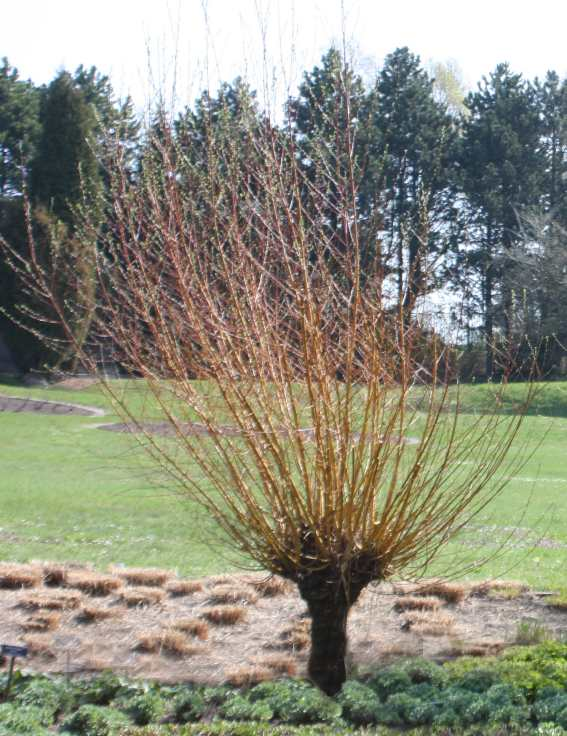
Saule taillé en têtard.

## Ravageurs

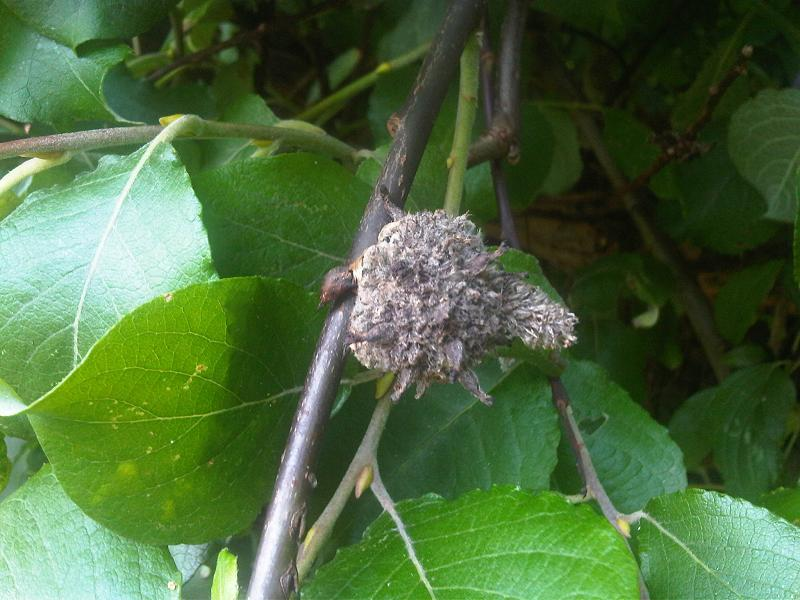
L'acarien Eriophyes triradiatus vit dans des galles.

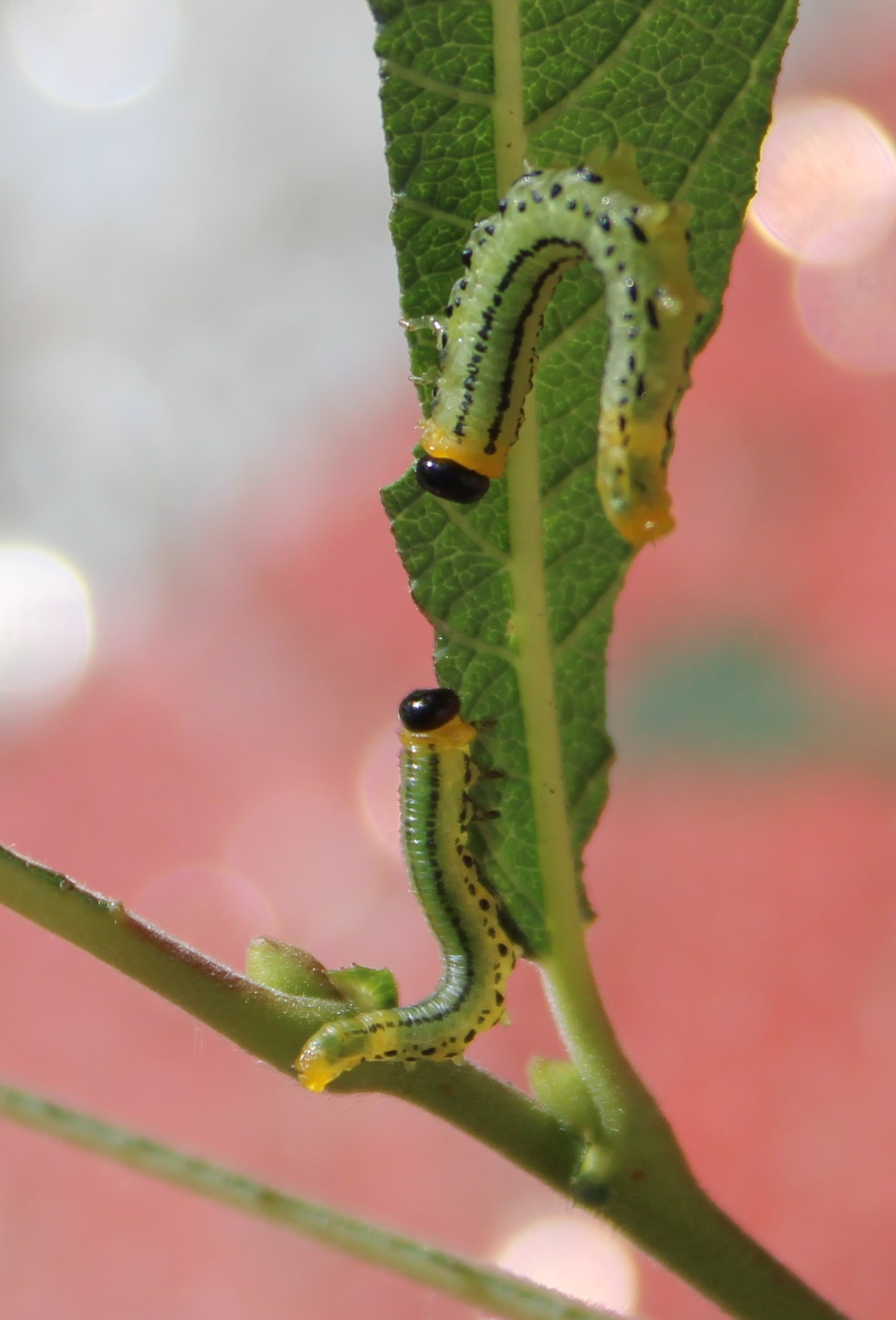
Larves de Tenthrède du saule.

Le Phytopte des galles des pousses de saules (un acarien minuscule) vit dans des galles-balais de sorcière où il se reproduit pendant l'été (Il n'est pas considéré comme responsable de la formation de ces galles).
La larve (fausse chenille) de Tenthrède des saules se nourrit des feuilles du saule des chèvres.

## Symbolique

### Calendrier républicain
Dans le calendrier républicain, le Marsault était le nom attribué au 9e jour du mois de ventôse, en général les 27 février du calendrier grégorien.

## Forme cultivée
Une variété pleureuse a été greffée sur tige dans un but décoratif, à Kilmarnock, en Écosse pour la première fois, en 1853, par Thomas Lang, sur les rives de l'Ayr. La forme mâle a été privilégiée pour ses chatons plus attractifs.

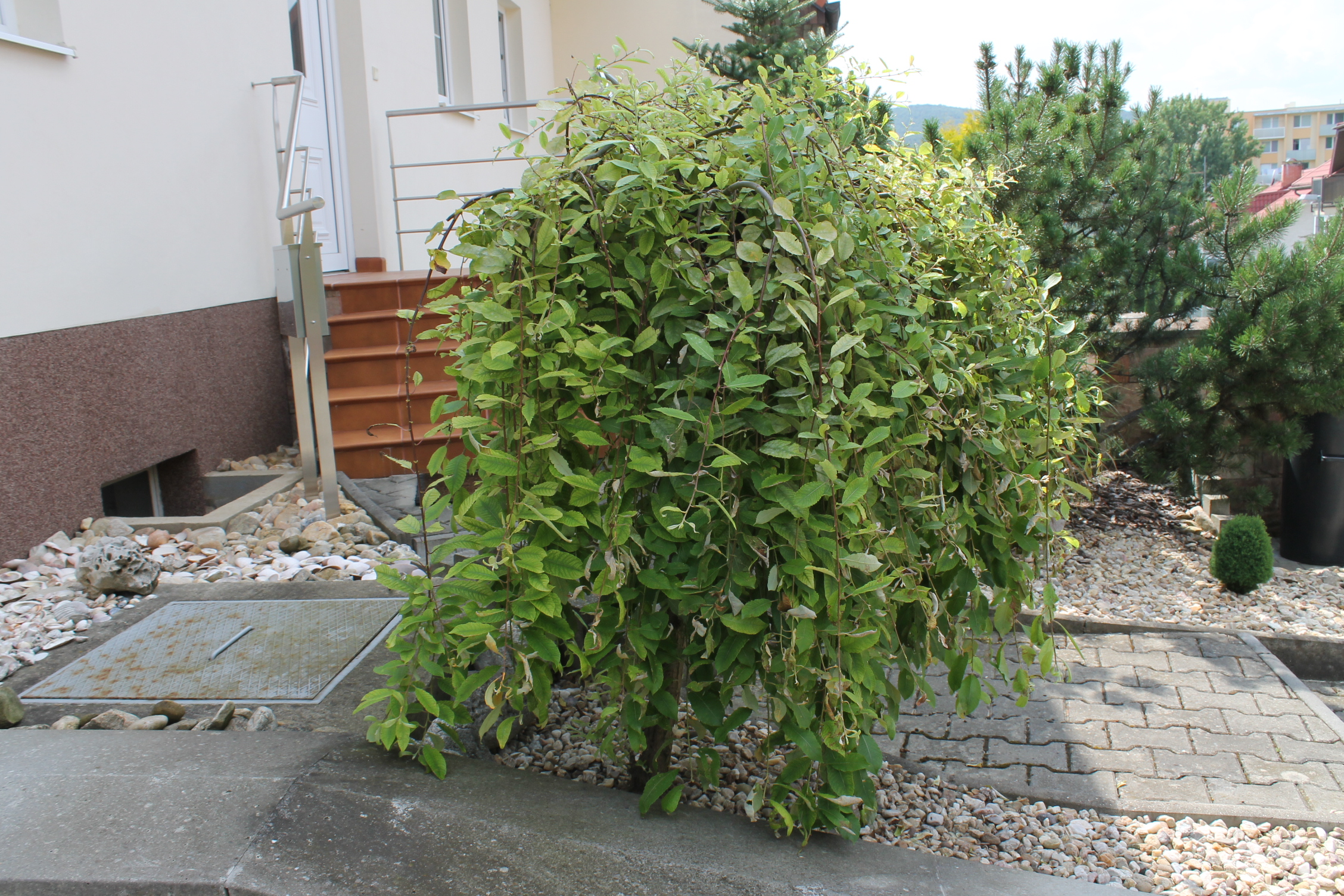
Salix caprea Kilmarnock, greffé sur tige.
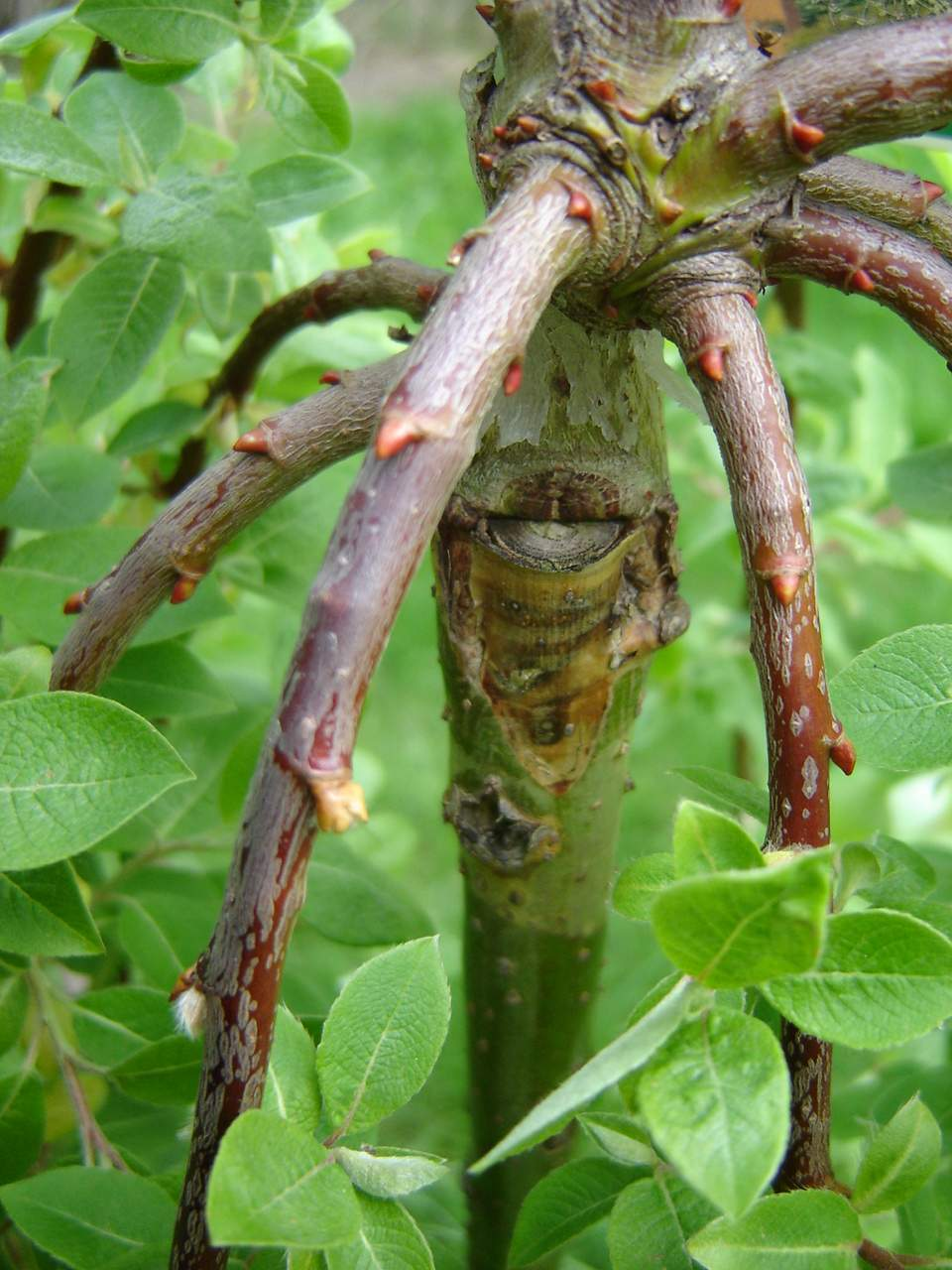
Greffe en tête.
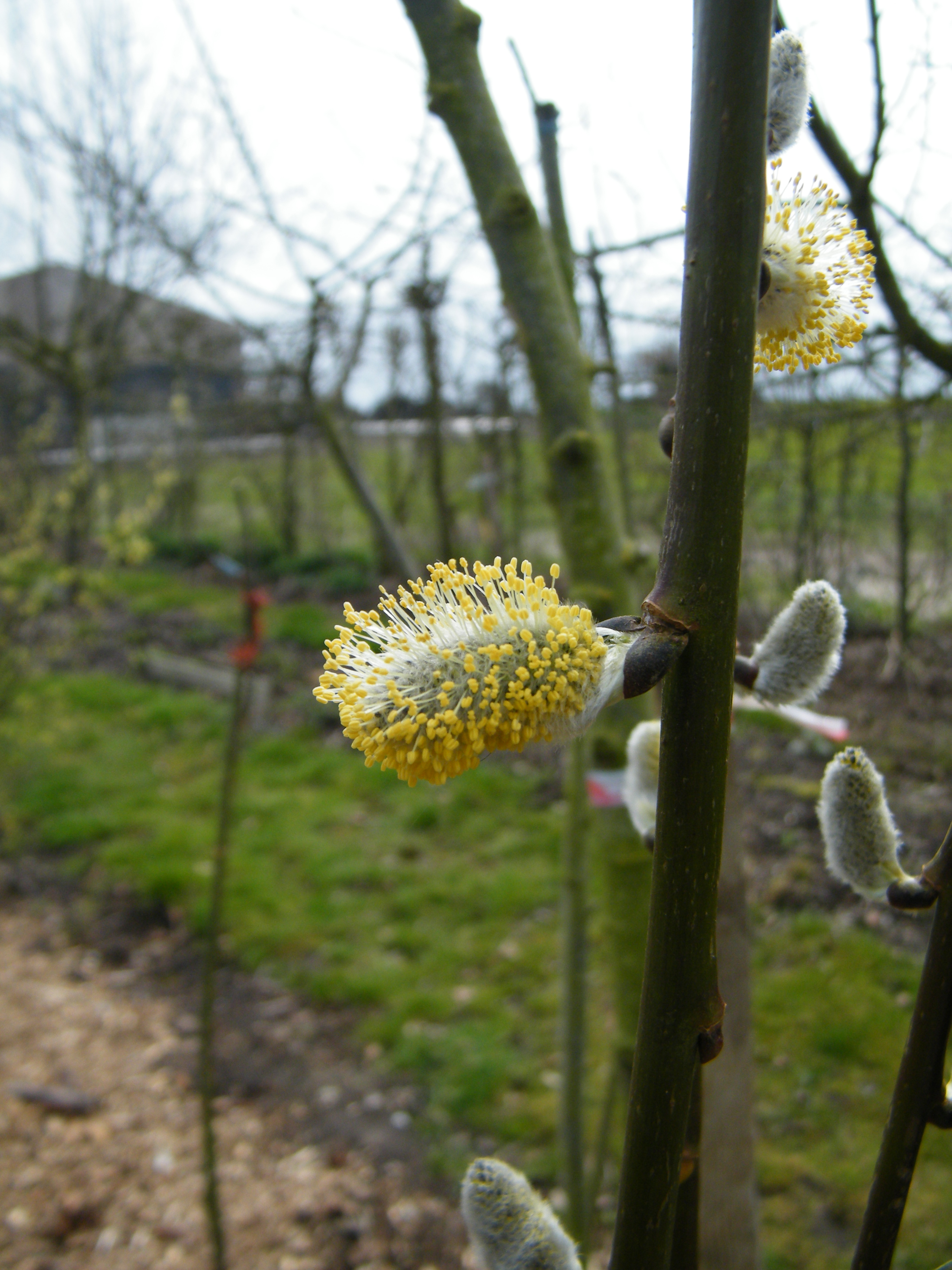
Chaton mâle sur Salix caprea Kilmarnock (forme pleureuse), fin mars.
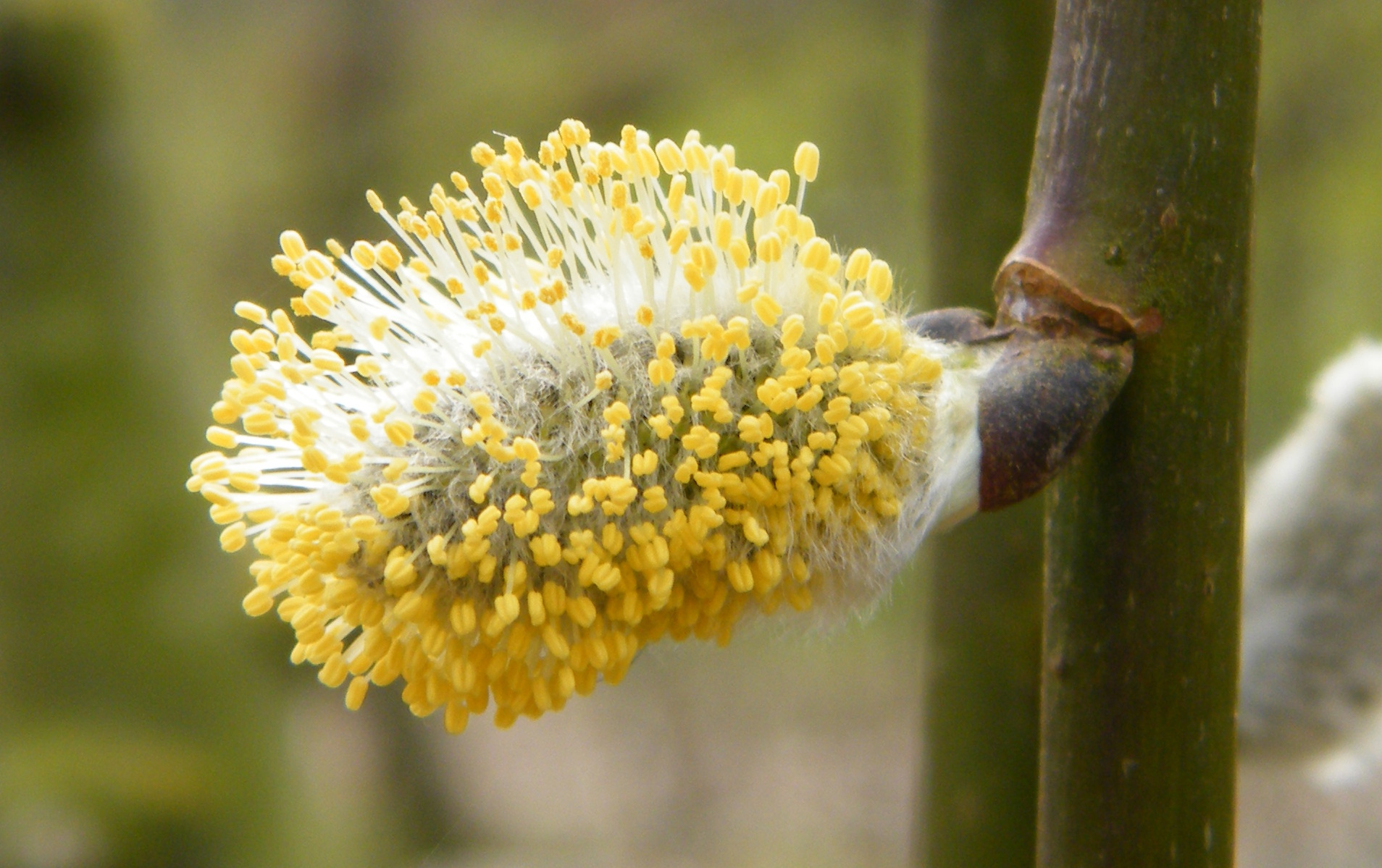
Chaton mâle, de près, sur Salix caprea Kilmarnock.